# Ласло Пустаї
Ласло Пустаї (угор. László Pusztai, 1 березня 1946, Сентеш — 6 липня 1987) — угорський футболіст, що грав на позиції нападника.
Виступав, зокрема, за клуби «Гонвед» та «Ференцварош», а також національну збірну Угорщини.

## Клубна кар'єра
У дорослому футболі дебютував 1966 року виступами за команду «Сегеді ЕАК», в якій провів три сезони, взявши участь у 45 матчах чемпіонату.
Своєю грою за цю команду привернув увагу представників тренерського штабу клубу «Гонвед», до складу якого приєднався 1969 року. Відіграв за клуб з Будапешта наступні шість сезонів своєї ігрової кар'єри. Більшість часу, проведеного у складі «Гонведа», був основним гравцем атакувальної ланки команди і одним з головних бомбардирів команди, маючи середню результативність на рівні 0,36 гола за гру першості.
1974 року перейшов у «Ференцварош», у складі якого провів наступні шість років своєї кар'єри гравця. Граючи у складі «Ференцвароша» також здебільшого виходив на поле в основному складі команди. За цей час виборов титул чемпіона Угорщини у сезоні 1975/76. Того ж року Пустаї виграв з командою Кубок Угорщини, а 1978 році він знову виграв національний кубок.
Завершив ігрову кар'єру у австрійській команді «Айзенштадт», за яку виступав протягом 1981—1983 років.

## Виступи за збірну
12 квітня 1970 року дебютував в офіційних іграх у складі національної збірної Угорщини в товариському матчі з Югославією (2:2).
У складі збірної був учасником чемпіонату світу 1978 року в Аргентині, на якому зіграв у двох матчах — з Італією (1:3) та Францією (1:3), але його команда не подолала груповий етап.
Загалом протягом кар'єри у національній команді, яка тривала 10 років, провів у її формі 25 матчів, забивши 5 голів.

## Загибель
6 липня 1987 року на 42-му році життя загинув в автокатастрофі разом із дружиною повертаючись додому з відпочинку на озері Балатон, а їх двоє дітей, які їхали на задньому сидінні, отримали серйозні поранення.

## Титули і досягнення
- Чемпіон Угорщини (1):

«Ференцварош»: 1975/76
- Володар Кубка Угорщини (2):

«Ференцварош»: 1975/76, 1977/78